# The Imperial March
The Imperial March (Darth Vader's Theme), in Italia conosciuta anche come Marcia Imperiale,  è un tema musicale presente nel franchise di Guerre stellari. Venne composto da John Williams per il film L'Impero colpisce ancora. Insieme a Yoda's Theme, The Imperial March venne presentata il 29 aprile 1980, "tre settimane prima della première del film, in occasione del primo concerto di John Williams come direttore della Boston Pops Orchestra". Si tratta di uno dei più conosciuti temi sinfonici della storia del cinema, un classico esempio di leitmotiv, un tema ricorrente associato a un determinato personaggio o avvenimento in una storia.
Per fornire un tema musicale al malvagio Impero galattico, Williams scrisse una partitura drammatica e operistica, facendo ricorso agli ottoni in chiave minore, in modo che "la musica investa lo spettatore con una forza declamatoria prepotente e ripetitiva". Grazie alla struttura basilare della marcia, il cui attacco di tre note ben si prestò a essere inserito nella tessitura musicale delle altre tracce, come monito incombente dell'Impero, Williams riuscì a imprimere sul pubblico la sensazione di pericolo imminente.

## Utilizzo inGuerre stellari
The Imperial March viene spesso identificata semplicemente come Darth Vader's Theme. Nei vari film (tranne che in Episodio IV: Una nuova speranza), la marcia accompagna il personaggio di Dart Fener (Darth Vader in originale) e le sue entrate in scena. Divenuta simbolo dell'impero stesso piuttosto che del solo Fener, il tema viene suonato anche all'arrivo dell'imperatore Palpatine sulla Morte Nera ne Il ritorno dello Jedi.

### Trilogia originale
The Imperial March apparve per la prima volta ne L'Impero colpisce ancora in sottofondo alla scena dove l'impero invia dei droidi sonda in cerca di Luke Skywalker. Ma si sente a piena forza quando viene introdotto Dart Fener sullo star destroyer, a 18 minuti dall'inizio del film. Il tema e i relativi motivi sono inoltre incorporati in altre tracce della colonna sonora quali The Battle of Hoth e The Asteroid Field. Ne Il ritorno dello Jedi viene fatto un uso similare del tema, sebbene appaia in forma significativamente differente nel finale del film, quando un "redento" Anakin Skywalker muore tra le braccia del figlio.

### Trilogia prequel
The Imperial March appare in qualche occasione durante i prequel, spesso come anticipazione del fato di Anakin Skywalker come futuro Dart Fener. Viene suonata in modo prominente durante la sequenza finale de L'attacco dei cloni durante il raduno dei clone trooper e la partenza da Coruscant, lasciando ad intendere che diventeranno stormtrooper imperiali. Ne La vendetta dei Sith, il tema si sente durante lo scontro finale tra Darth Sidious e Yoda.

### Trilogia sequel
The Imperial March è ricorrente anche in alcune scene della trilogia sequel. È possibile udirla in una scena de Il risveglio della Forza quando compare la maschera di Dart Fener. Compare anche in una scena de Gli ultimi Jedi nella sala del trono di Snoke. Nel terzo film della trilogia sequel è suonata in modo prominente nella scena iniziale in cui Kylo Ren va su Exegol e quando Rey raggiunge la Seconda Morte Nera verso la metà del film. The Imperial March compare anche in sottofondo in una scena in cui c'è la maschera di Fener.

## Influenza nella cultura di massa
Il più riconoscibile tema del corpus musicale della saga, The Imperial March (Darth Vader's Theme) divenne ben presto un fenomeno culturale, venendo utilizzato e parodiato in moltissimi prodotti d'intrattenimento, come gli episodi della serie I Simpson Marge trova lavoro e Il Film Festival di Springfield, o vari eventi pubblici e sportivi. Nel gennaio del 2003, durante il Super Bowl XXXVII, il canale televisivo ABC Sports utilizzò la Imperial March come leitmotiv degli Oakland Raiders. Il suo uso si intensificò nel periodo post-11 settembre per simbolizzare, a seconda dei contesti, sia la minaccia terroristica sia l'imperialismo degli Stati Uniti.